# Арсалиева, Люба Лечаевна
Люба Лечаевна Арсалиева (чечен. Арсалиева Люба; 10 октября 1979 года, Ачхой-Мартан, Ачхой-Мартановский район, Чечено-Ингушская АССР) — чеченская поэтесса, член Союза писателей Российской Федерации, Член Союза журналистов Российской Федерации, шеф-редактор телерадиокомпании «Грозный». Пишет на русском и чеченском. Заслуженный журналист Чеченской Республики (2018), кавалер ордена Кадырова

## Биография

### Юность
Родилась 10 октября 1979 года в с. Ачхой-Мартан Ачхой-Мартановского района Чечено-Ингушская АССР. Училась Люба в средней школе №2, после окончания которой поступила на филологический факультет Чеченского государственного университета. Одновременно занималась и в Школе юных корреспондентов. Затем учила русскому языку и литературе детей в Ачхой-Мартановской средней школе №7.

### Карьера
Писать стихи начала ещё со школьных лет. Увлеклась романтикой тонкой передачи душевного состояния. Сначала это было робкое перекладывание своих мыслей на бумагу. Писала она в основном девичьи лирические строки о своих внутренних переживаниях, о мечтах и грезах. Постепенно это желание укоренилось и стало необходимостью. Первоначально Люба показать написанное кому-то стеснялась. Но это её увлечение не долго осталась тайной. Стихи стали появляться в республиканских газетах и журналах. Они были напечатаны в таких солидных литературно-художественных журналах, как «Орга», «Вайнах», «Нана». Несколько стихов увидели свет в коллективных сборниках: «Ростки» и «Созвездие».
В 2008 году была участницей совещания молодых писателей Северного Кавказа. А в республиканском конкурсе, проходившем в 2009 году по линии Фонда в помощь чеченской литературе, стала победителем. Является лауреатом премии Союза писателей Евразии, Союза писателей Московской городской организации. Награждена орденом «Золотой орел» имени М. Мамакаева и медалью имени А. Чехова.
Л. Арсалиева кроме стихов пишет и прозу, а также занимается переводами с чеченского на русский. Стихи пишет на чеченском и русском языках.
В первый сборник на чеченском языке «ЦӀархазмана аьлла доцуш…», отпечатанный в издательстве «Грозненский рабочий» и который вышел при поддержке Министерства Чеченской Республики по внешним связям, национальной политике, печати и информации, вошли как поэзия, так и проза (маленькие рассказы).
Хотя книга по объему и небольшая, но на её страницах вместилось 80 стихотворений и 4 небольших рассказа. И все они глубокого содержания, заставляющие читателя задуматься над смыслом жизни, назначении человека на земле. Тематика стихов Любы о дружбе, о взаимоотношении людей. В своих стихах она страдает, переживает, ненавидит, горюет, но не сгибается под тяжестью жизненных невзгод. В них много грусти, но нет уныния. Как героиня своих мыслей, она сильная натура. Первым в сборнике помещено стихотворение «Даймохк». На слова Любы написано много популярных песен, которые исполняются известными чеченскими исполнителями.